# 三方原之戰
三方原之戰是元龜三年十二月二十二日（1573年1月25日）在日本三方原（今濱松市內）爆發的戰爭，兩軍的统帅為德川家康和武田信玄。这是武田信玄以上洛為名义发动的一場戰爭。武田軍最終取得勝利，繼續往西前進，但是中途武田信玄病情惡化，在回歸领地甲府（今山梨縣）途中病死。

## 前端
武田信玄在北條氏康死後，與後繼者北條氏政在元龜二年底順利修補關係，重新同盟。在友好的朝倉義景、本願寺顯如的要求下，重新審視與織田信長的關係，尤其織田家的盟友德川家康在瓜分今川家舊領後與武田家轉為敵對，而武田信玄的正室三條夫人的妹妹是本願寺顯如的妻子，領導一向一揆的本願寺顯如與織田家激烈交戰中也不斷去信希望武田信玄加入對織田家的攻擊，而且織田家與武田家之間的聯姻也隨著武田勝賴之妻遠山氏的病故而消失，武田信玄遂於元龜三年底決定發起西上作戰，攻打德川家、織田家的領地。

## 出陣
武田軍在十月九日在甲府出發，兵分三路。開始向織田信長的同盟德川家康的軍队攻擊。第一隊為信玄的本隊，兵力二萬二，當中的二千是北條方增援的部隊。第二隊為山縣昌景的部隊，五千兵力，攻擊東三河，攻落武節城、長篠城後往遠江國方向攻略。主力軍方面，前線將領馬場信春，率領五千兵力攻擊二俁城（今濱松市內），以測試德川軍的戰力，可是其城池非常堅硬，一直無法突破。約兩個月後，才開始使用計謀破壞城內的供水系統，十二月十九日，二俁城守方開城投降。十二月二十一日（1573年1月14日），與山縣昌景的部隊會合，並在祝田之坂佈陣，在此佈陣的目的是有利於武田軍前進，因為此路是往三河國及遠江國的交匯，加上武田軍與濱松城非常接近。
當時，根據德川軍的情報，武田軍的動向並非攻擊德川家康的居城濱松城，而是西進京都。當時陣中不少家臣向家康提議，讓武田軍向西前進，可是家康決定迎擊，他派遣了一萬一千的部隊（其中三千為織田軍的增援，佐久間信盛、瀧川一益、平手汎秀、林秀貞、水野信元，林秀貞為織田家筆頭大老，加上另外四將僅能支援三千）。向祝田之坂前進。十二月二十二日早上，兩軍已經在三方原完成佈陣。

## 佈陣
兩軍的佈陣如下：
- 武田軍：第一陣為小山田信茂、山縣昌景以及內藤昌豐。第二陣為小幡信貞、馬場信春及武田勝賴。第三陣為武田信玄的本陣。陣形為魚鱗之陣。
- 德川軍：陣形為鶴翼之陣左翼為石川數正、本多忠勝、松平家忠及小笠原長忠；右翼為酒井忠次、瀧川一益、平手汎秀及佐久間信盛。中央為大將德川家康。

## 開戰
兩軍對峙了一段時間（當中兩軍實際的行動情況不明），武田軍部將小山田信茂匯報德川軍的缺乏戰意。大概五時左右，根據《甲陽軍鑑》記載，小山田部（三千五百人）的投石隊以擲石的方法向守城石川隊攻擊，激怒德川軍，石川隊受到重創。石川隊撤退後，終於使德川家康命令發動總攻擊，根據《甲陽軍鑑》跟《三河物語》的紀錄，武田軍的山縣昌景、小山田信茂兩隊都被德川家康擊退，但是兩軍鬥志和兵力有一定的差距，在武田勝賴支撐住德川軍的進攻後，武田信玄回師迎擊，甚至包括負責運輸的甘利隊也參戰，進行全軍攻擊，取得了優勢。雙方只是戰鬥約兩小時左右，約下午六時德川軍開始撤退。當時，德川軍撤退得非常危險，德川家康的替身夏目吉信戰死，此外擔任家康殿軍的本多忠真戰死，據傳家康甚至在撤退時嚇得失禁脫糞，可見得家康非常狼狽。織田軍當中，大將平手汎秀戰死。當信玄軍殺到濱松城外，德川軍使用空城計，信玄軍見德川軍完全沒有防備，所有城門打開。武田信玄軍前線部隊還聽到了鼓聲。信玄恐防有詐，下令停止攻擊。結果，家康安然無事，避過了此劫。
戰後，武田軍之後沒有再攻打家康當時的居城濱松城，在祝田之坂往西前進，向三河進攻，兩個月後在野田城之戰擊退德川的守備之後，武田信玄病情惡化，武田主力軍回歸，回歸途中在信濃國伊那郡死亡。

## 其他

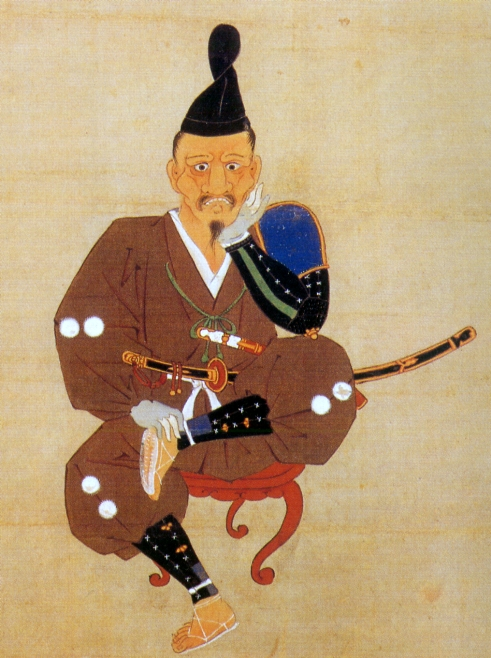
據傳三方原戰役後德川家康要求部下繪下的畫像，現存德川美術館。

織田的增援軍佐久間信盛因為在這場戰爭失去鬥志而沒有參戰，雖然織田信長沒有立即懲罰他，但是後來在1580年8月被信長問罪，原因是他的部隊不加入戰鬥，導致信長另一名部屬平手汎秀戰死，佐久間信盛的兒子佐久間信榮同樣被信長放逐。
在此戰後，傳說德川家康下令畫師狩野探幽繪畫一幅愁眉苦臉的畫像，後世稱為「顰像」，提醒自己不要出現更難堪的情況，此畫像現存德川美術館。但已被證實此圖所繪乃是長篠之戰的家康像，被敘述為三方原之戰後是1936年時新愛知新聞及大阪每日新聞這兩家報紙的誤傳。
秋山信友一直被認為是進攻岩村城的主將，但經過考證發現武田信玄給秋山信友在元龜四年才下達進駐岩村城的書信，因此拿下岩村城的武田家將領並非是秋山信友，參照下條由來記等書籍，奪取岩村城的將領應是下條信氏。

## 關連項目
- 野田城之戰
- 空城計